# 1985-ös Formula–1 kanadai nagydíj
A kanadai nagydíj volt az 1985-ös Formula–1 világbajnokság ötödik futama.

## Futam
| Helyezés | #  | Versenyző          | Csapat/Motor           | Körök | Idő/Kiesés oka | Rajthely | Pontszám |
| -------- | -- | ------------------ | ---------------------- | ----- | -------------- | -------- | -------- |
| 1        | 27 | Michele Alboreto   | Ferrari                | 70    | 1:46'01,813    | 3        | 9        |
| 2        | 28 | Stefan Johansson   | Ferrari                | 70    | + 1,957        | 4        | 6        |
| 3        | 2  | Alain Prost        | McLaren-TAG            | 70    | + 4,341        | 5        | 4        |
| 4        | 6  | Keke Rosberg       | Williams-Honda         | 70    | + 27,821       | 8        | 3        |
| 5        | 11 | Elio de Angelis    | Lotus-Renault          | 70    | + 43,349       | 1        | 2        |
| 6        | 5  | Nigel Mansell      | Williams-Honda         | 70    | + 1'17,878     | 16       | 1        |
| 7        | 15 | Patrick Tambay     | Renault                | 69    | + 1 kör        | 10       |          |
| 8        | 26 | Jacques Laffite    | Ligier-Renault         | 69    | + 1 kör        | 19       |          |
| 9        | 18 | Thierry Boutsen    | Arrows-BMW             | 68    | + 2 kör        | 7        |          |
| 10       | 22 | Riccardo Patrese   | Alfa Romeo             | 68    | + 2 kör        | 13       |          |
| 11       | 4  | Stefan Bellof      | Tyrrell-Ford           | 68    | + 2 kör        | 23       |          |
| 12       | 3  | Martin Brundle     | Tyrrell-Ford           | 68    | + 2 kör        | 24       |          |
| 13       | 17 | Gerhard Berger     | Arrows-BMW             | 67    | + 3 kör        | 12       |          |
| 14       | 25 | Andrea de Cesaris  | Ligier-Renault         | 67    | + 3 kör        | 15       |          |
| 15       | 8  | Marc Surer         | Brabham-BMW            | 67    | + 3 kör        | 20       |          |
| 16       | 12 | Ayrton Senna       | Lotus-Renault          | 65    | + 5 kör        | 2        |          |
| 17       | 23 | Eddie Cheever      | Alfa Romeo             | 64    | + 6 kör        | 11       |          |
| Kiesett  | 29 | Pierluigi Martini  | Minardi-Motori Moderni | 57    | Baleset        | 25       |          |
| Kiesett  | 1  | Niki Lauda         | McLaren-TAG            | 37    | Motorhiba      | 17       |          |
| Kiesett  | 24 | Piercarlo Ghinzani | Osella-Alfa Romeo      | 35    | Motorhiba      | 22       |          |
| Kiesett  | 10 | Philippe Alliot    | RAM-Hart               | 28    | Baleset        | 21       |          |
| Kiesett  | 16 | Derek Warwick      | Renault                | 25    | Baleset        | 6        |          |
| Kiesett  | 9  | Manfred Winkelhock | RAM-Hart               | 5     | Baleset        | 14       |          |
| Kiesett  | 19 | Teo Fabi           | Toleman-Hart           | 3     | Turbó          | 18       |          |
| Kiesett  | 7  | Nelson Piquet      | Brabham-BMW            | 0     | Erőátvitel     | 9        |          |

## Statisztikák
Vezető helyen:
- Elio de Angelis: 15 (1-15)
- Michele Alboreto: 55 (16-70)

Michele Alboreto 4. győzelme, Elio de Angelis 3. pole-pozíciója, Ayrton Senna 3. leggyorsabb köre.
- Ferrari 90. győzelme.

Nelson Piquet 100. versenye.